# 恰拉克港
恰拉克港（波斯語：‎）是伊朗的城市，位於該國南部波斯灣沿岸，由霍爾木茲甘省負責管轄，海拔高度40米，主要經濟活動有畜牧業和農業，2006年人口2,958。